# Eva Kubinyi
 (mai 2025).
Motif : Pas de sources centrées
- Archive Wikiwix
- Bing
- Cairn
- DuckDuckGo
- E. Universalis
- Gallica
- Google
- G. Books
- G. News
- G. Scholar
- Persée
- Qwant
- (zh) Baidu
- (ru) Yandex
- (wd) trouver des œuvres sur Wikidata

| 1. | Préciser le motif de la pose du bandeau. | Précisez le motif de la pose du bandeau en utilisant la syntaxe suivante : {{admissibilité à vérifier\|date=juin 2025\|motif=remplacez ce texte par le motif}}                   |
| 2. | Informer les utilisateurs concernés.     | Pensez à avertir le créateur de l'article, par exemple, en insérant le code ci-dessous sur sa page de discussion : {{subst:avertissement admissibilité à vérifier\|Eva Kubinyi}} |

Eva Kubinyi (née en 1969) est une graphiste allemande spécialisée dans la typographie et le design graphique appliqué à l’espace public. Elle enseigne en tant que professeur de typographie au département de design de la FH Aachen depuis 2015.
Après des études à la Merz Akademie de Stuttgart, Eva Kubinyi rejoint l’atelier Intégral Ruedi Baur (integral designers) à Paris. Pendant plus de 30 ans, elle y travaille dans la conception et la gestion de projets, en tant qu’associée et en tant que gérante. En plus de son activité professionnelle, elle enseigne dans le domaine du graphisme et de la typographie en France (École supérieure d'art et de design d'Amiens, Esad Amiens), en Suisse (Université des Sciences Appliquées et des Arts de Lucerne, HSLU) et en Allemagne (Université Bauhaus de Weimar). Depuis octobre 2015, elle est professeure titulaire au département de design de la FH Aachen (Typo-Labor).
Ses projets portent principalement sur la typographie et le design graphique, notamment pour les programmes de design global et les systèmes d'information et de signalisation pour des villes et des régions, des institutions cultuelles, des entreprises et des événements culturels et humanitaires. Cela inclut des projets pour des expositions et des musées, et des systèmes de guidage pour des projets d'infrastructure et des concepts d’urbanisme.
Avec Ruedi Baur et l’atelier Intégral Ruedi Baur à Paris (aujourd'hui integral designers), elle participe à de nombreux projets de design à échelle internationale. Il s'agit notamment de la signalisation de l'Exposition nationale suisse de 2002, de l'identité visuelle de la célébration de l’an 2000 en France, de l'identité visuelle et de la signalisation de l'aéroport de Cologne/Bonn, de la signalisation de la ville de Metz,, de la signalisation de l'aéroport international de Vienne,, et de la signalisation des nouvelles lignes de métro Grand Paris Express,.
L’information voyageurs du Grand Paris Express a été conçu sous la direction de Eva Kubinyi et de Ruedi Baur, et constitue l’un des projets de design les plus vastes dans le domaine des infrastructures. Ce projet comprend la création d’un langage visuel cohérent, un principe de mise en page modulaire (applicable aux différents supports statiques et dynamiques sur site et aux supports embarqués), une typographie exclusive conçue par Peter Bil'ak, une gamme de pictogrammes, ainsi que des principes de cartographie et d’illustration. L’accompagnement de la Société du Grand Paris et des architectes des gares ainsi que le dialogue avec les associations d'usagers et de l’autorité organisatrice des transports d’Île-de-France ont complété ce mandat qui s'est étendu sur plus de 10 ans.
D’autres projets incluent l'identité visuelle et la signalétique du Musée d'Art Moderne et Contemporain mamco Genève (1994-1995), la signalétique du Domaine National de Chambord (1995-1997), l'identité visuelle et la signalétique de l'Union centrale des arts décoratifs Paris (1995-1997), la conception de la façade de l'Université Esisar Valence (1997, architectes Lipsky-Rollet), l'identité visuelle, la signalétique et la scénographie du Musée et Parc Kalkriese (1999-2000, architectes Gigon Guyer), la signalétique de l'Inselspital Bern (à partir de 2000, architectes Itten+Brechbühl), la signalétique de la Médiathèque Malraux à Strasbourg (2007-2008, architectes Ibos Vitart), la signalétique des Archives nationales de France à Pierrefitte-sur-Seine (2013-2014, architectes Massimiliano Fuksas), ainsi que ainsi que la conception d'une gamme de signalétique accessible pour les bâtiments publics Intégral EO (2014).
Ses projets sont documentés dans de nombreuses expositions et collections (BNF, eMuseum Museum für Gestaltung Zürich).
Le projet de recherche www.typ-o.eu a reçu la bourse pour les innovations numériques dans l'enseignement supérieur, du ministère de la Culture et des Sciences de Rhénanie-du-Nord-Westphalie en coopération avec le Stifterverband en 2018. Le projet sera publié sous forme de livre par Niggli en 2025.

## Publications
- 1998 : avec Intégral Ruedi Baur : Constructions, design Intégral Ruedi Baur et associés, Lars Müller Publishers (anglais, français)
- 2001 : avec Intégral Ruedi Baur : Ruedi Baur, Intégral and partners, Lars Müller Publishers (allemand, anglais, français)
- 2002 : avec Intégral Ruedi Baur : Expo.02, la signalétique, Jean-Michel Place éditions (français)
- 2003 : avec Intégral Ruedi Baur : Köln Bonn Airport Corporate Design, Jean-Michel Place éditions (français)
- 2003 : avec Intégral Ruedi Baur : Intégral Ruedi Baur et associés, designer+design Pyramid (français)
- 2004 : avec Intégral Ruedi Baur : Intégral Ruedi Baur et associés, la suite, designer+design, Pyramid (français)
- 2010 : avec Intégral Ruedi Baur : Ruedi Baur Intégral, Anticiper, Questionner, Inscrire, Irriter, Orienter, Traduire, Distinguer, Lars Müller Publishers
- 2016 : Essai Schrift im öffentlichen Raum – eine Sammlung, Schrägstrich 4.0 – das Typografie-Magazin (allemand)
- 2018 : avec Ilka Helmig et Eva Vitting : Visualising Science, FH Aachen
- 2020 : Application Web www.typ-o.eu[24], FH Aachen (allemand, anglais, français)
- 2021: Essai Typeface! Classification?, Yearbook of Type 2021/22, Slanted_Publishers (de) 2021 (anglais)
- 2025: The quick classification guide for typography: A handbook for designers, Niggli (allemand, anglais)